# 加藤弘之

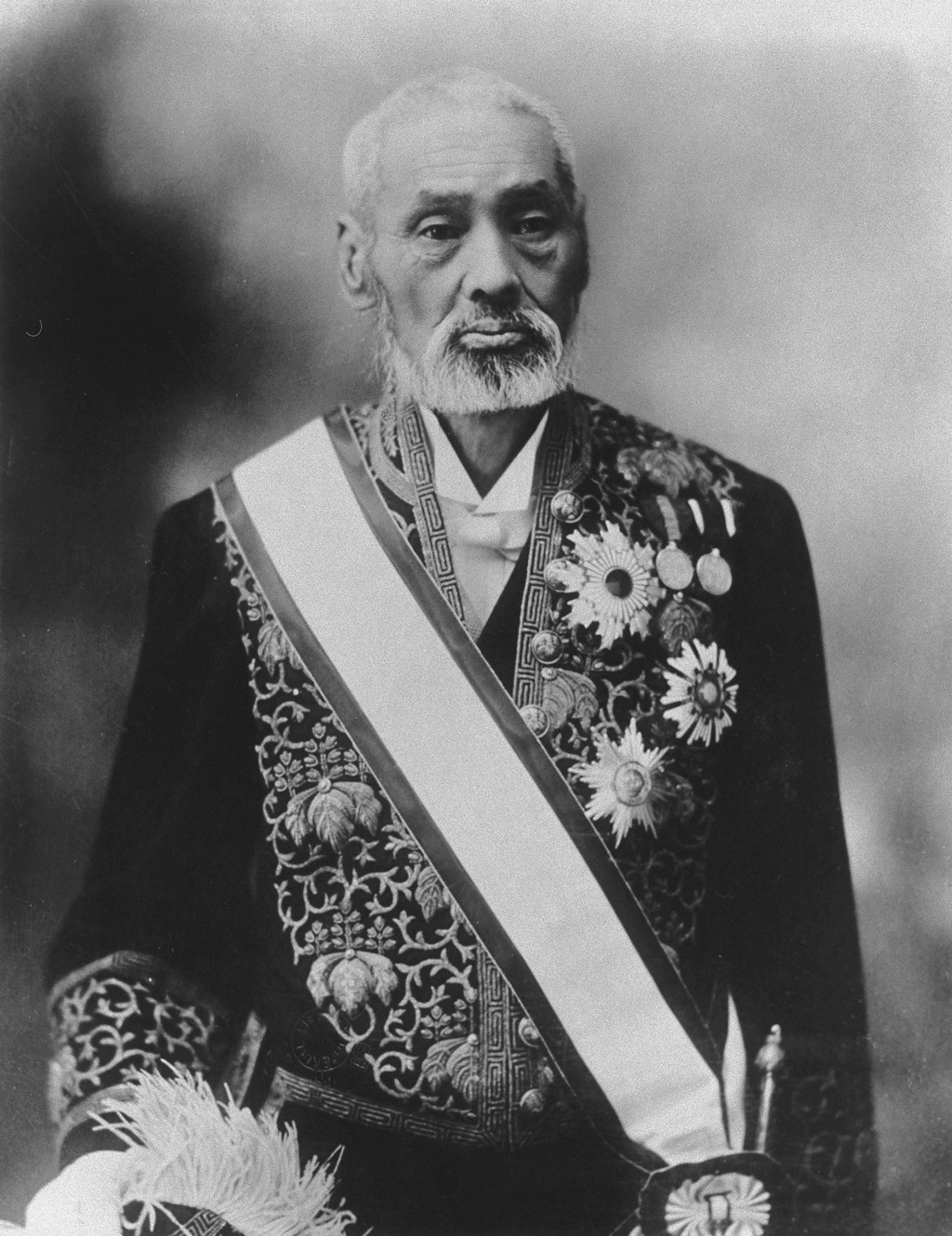
加藤弘之

加藤弘之（1836年—1916年）是日本政治家 政治学家、教育家、哲学家、启蒙思想家、官僚、明治时代官界和学界的总帅。正二位勋一等男爵。出生於但馬國。同時是文学博士、法学博士、帝国学士院会员及东京帝国大学名誉教授。
加藤弘之出身藩士家庭。早年学习西学，后在“开成所”执教。明治维新后当过明治天皇侍读，历任东京帝国大学校长、贵族院议员、枢密院顾问官。1900年受封男爵。曾宣传立宪政治，介绍天赋人权说，但认为在当时的日本还不具备实行自由民主的条件。他提倡社会有机论，鼓吹国家主义，制造对外侵略理论。著作有《立宪政体论》《国体新论》《强者权利的竞争》等。

## 外部連結
- . kotobank （日语）.